# Ivankovo
Pour l’article homonyme, voir Réservoir d'Ivankovo.
Ivankovo est un village et une municipalité située dans le comitat de Vukovar-Syrmie, en Croatie. Au recensement de 2001, la municipalité comptait 8 676 habitants, dont 99,14 % de Croates et le village seul comptait 6 695 habitants.

## Administration
La municipalité d'Ivankovo compte 3 localités :
- Ivankovo
- Prkovci
- Retkovci

## Galerie

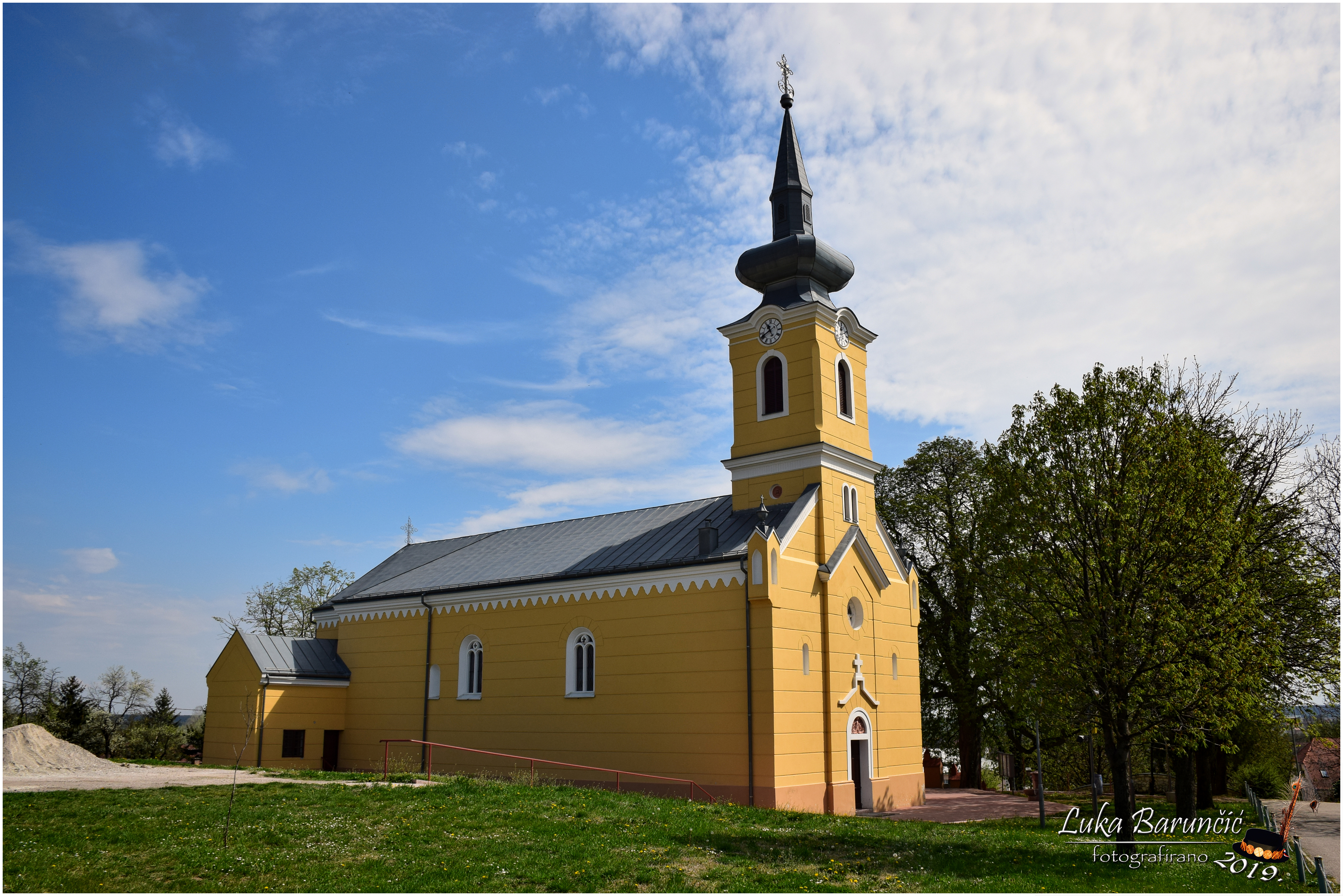
Eglise catholique Saint-Jean Baptiste